# La Presentació de Cadolla
La Presentació de Cadolla és una església de Senterada (Pallars Jussà) protegida com a Bé Cultural d'Interès Local.

## Descripció
Església d'una sola nau, orientada oest-est (absis recte a l'oest i porta a l'est), construïda amb materials de la zona (pedra sense treballar i argamassa de calç), coberta originàriament amb voltes d'aresta distribuïdes entre tres arcs torals, dels quals només en queda un.
A la nau central té dues capelles a banda i banda també cobertes originàriament amb el mateix tipus de volta. De la més propera a l'absis apareix un accés que porta a una estança en runes, la funció de la qual desconeixem, i del costat de l'altar s'obre una altra que porta, mitjançant un distribuïdor en runes, a una habitació coberta amb una cúpula nervada d'estil gòtic, amb una clau de volta circular de pedra esculpida al centre.
Aquesta estança sembla pertànyer a una edificació més alta de planta vuitavada que recorda un campanar, i situada just darrere el mur absidial.
Adossat al cos principal a la dreta de l'entrada, s'alça el campanar, de planta quadrada, al qual s'hi accedeix per unes escales fetes de lloses i argamassa de calç. Tota l'estructura està consolidada i el teulat reconstruït pels mateixos veïns. Encara conserva dos campanes, una de 1900 consagrada a Santa Maria i l'altra de 1926, que sembla originària de Naens, construïda a Madrid i consagrada a Sant Josep.

## Història
No tenim notícies antigues de la presència d'aquesta església, que possiblement, en època medieval estava consagrada a un altre titular. Les notícies més antigues que tenim són del lloc de Cadolla, documentat per primer cop el 979, en una donació del monestir de Lavaix al castell d'Adons.
Aquesta església era sufragània de Naens.